# Tour Fijación oral (álbum)
Tour Fijación oral (conocido como Oral Fixation Tour fuera del mundo hispano) es el tercer álbum en vivo de la cantante y compositora colombiana Shakira. El DVD incluye imágenes del Tour Fijación Oral grabadas durante su concierto el 9 de diciembre de 2006 en Miami (Estados Unidos) y salió a la venta inicialmente el 12 de noviembre de 2007 en Europa, el 13 de noviembre en Estados Unidos y Canadá y el 14 de noviembre en el resto del mundo. Fue lanzado en formato DVD, DVD+CD y Blu-ray.

## Ventas
Se estima que el Tour Fijación Oral ha vendido cerca de 1,500,000 ejemplares a nivel mundial.
Fue el DVD más vendido del 2007 en España con tan solo siete semanas y en el Top Music Video de Billboard debutó en el puesto #5 y llegó al #6 en varias oportunidades.
Ninguna semana del 2008 salió del ranking por lo que sigue hasta el momento entre los más vendidos.
Debutó en el puesto #1 en los Países Bajos y Suiza en el Top 5 de varios países como México, Argentina, Chile, Portugal, EE. UU., Italia, España, Bélgica, Austria, Alemania, etc
Con solo dos días de ventas debutó #6 en Italia, en su segunda semana subió a la tercera posición
Fue disco de platino en Brasil, Estados Unidos y México
Doble platino en España
Disco de oro en Argentina
Entre los DVD más vendidos del 2008 en EE. UU. Oral Fixation Tour ocupa el #13, excelente lugar pese a no ser promocionado y tener mayoría de canciones en español.
Con tan solo 1 mes de venta, se convirtió en el #40 DVD más vendido en Holanda durante el 2007.
Al año siguiente, se colocó #39 entre los más vendidos del 2008.
Ese mismo año nuevamente aparece entre los más vendidos en España, convirtiéndose en el 4.º DVD más vendido del 2008.

## Lista de canciones
- Edición Estándar

| Tour Fijación oral / Oral Fixation Tour: DVD |                                                 |          |  |
| N.º                                          | Título                                          | Duración |  |
| 1.                                           | «Estoy Aquí»                                    |          |  |
| 2.                                           | «Te Dejo Madrid»                                | 3:07     |  |
| 3.                                           | «Don't Bother»                                  | 4:23     |  |
| 4.                                           | «Antología»                                     | 4:49     |  |
| 5.                                           | «Hey you»                                       | 4:07     |  |
| 6.                                           | «Inevitable»                                    | 4:13     |  |
| 7.                                           | «Si te vas»                                     | 4:22     |  |
| 8.                                           | «La Tortura» (Artista invitado Alejandro Sanz)  | 6:23     |  |
| 9.                                           | «No»                                            | 4:59     |  |
| 10.                                          | «Whenever, Wherever»                            | 15:42    |  |
| 11.                                          | «La Pared»                                      | 3:51     |  |
| 12.                                          | «Underneath Your Clothes»                       | 3:55     |  |
| 13.                                          | «Pies descalzos, sueños blancos»                | 3:11     |  |
| 14.                                          | «Ciega, Sordomuda»                              | 5:34     |  |
| 15.                                          | «Ojos Así»                                      | 6:56     |  |
| 16.                                          | «Hips Don't Lie» (Artista Invitado Wyclef Jean) | 6:28     |  |

| Clips Extra |                                   |          |  |
| N.º         | Título                            | Duración |  |
| 1.          | «Obtener Un Sí» (En Concierto)    | 3:33     |  |
| 2.          | «La Pared» (En Concierto)         | 3:49     |  |
| 3.          | «Las de la Intuición» (Videoclip) | 3:38     |  |
| 4.          | «Día de Enero» (Videoclip)        | 2:55     |  |

- Contenido Adicional

| Tour Fijación Oral: BONUS CD |                  |          |  |
| N.º                          | Título           | Duración |  |
| 1.                           | «Intro»          | 2:18     |  |
| 2.                           | «Estoy Aquí»     | 4:33     |  |
| 3.                           | «Don't Bother»   | 4:33     |  |
| 4.                           | «Hey You»        | 4:14     |  |
| 5.                           | «Obtener un sí»  | 3:25     |  |
| 6.                           | «Inevitable»     | 3:37     |  |
| 7.                           | «La Pared»       | 3:42     |  |
| 8.                           | «Hips Don't Lie» | 7:16     |  |

| Oral Fixation Tour: BONUS CD |                  |          |  |
| N.º                          | Título           | Duración |  |
| 1.                           | «Intro»          | 2:18     |  |
| 2.                           | «Estoy Aquí»     | 4:33     |  |
| 3.                           | «Don't Bother»   | 4:33     |  |
| 4.                           | «Inevitable»     | 3:37     |  |
| 5.                           | «La Pared»       | 3:42     |  |
| 6.                           | «Hips Don't Lie» | 7:16     |  |

| Extras (Documentales) | |          |  |
| N.º                   | Título | Duración |  |
| 1.                    | «Pies Descalzos/Barefoot» ( Corto de 21 minutos de duración se centra en la fundación de Shakira, Pies Descalzos, que está construyendo escuelas en su país de origen.) |          |  |
| 2.                    | «Around the world in 397 days» ( Video tras bastidores de 12 minutos de duración. En él se muestran imágenes de los conciertos de Bombay, El Cairo y Miami.)            |          |  |

## Certificaciones
| País/Continente | Proveedor  | Certificación            | Ventas Certificadas |
| --------------- | ---------- | ------------------------ | ------------------- |
| Portugal        | IFPI       | Oro                      | 10 000              |
| Argentina       | CAPIF      | Oro                      | 20 000              |
| Brasil          | ABPD       | Platino                  | 30 000              |
| México          | AMPROFON   | Platino                  | 60 000              |
| España          | PROMUSICAE | 2x Platino               | 160 000             |
| Estados Unidos  | RIAA       | Platino (Video Longform) | 100,000             |